# Lubuk Pauh (Gunung Tujuh)
Lubuk Pauh is een bestuurslaag in het regentschap Kerinci van de provincie Jambi, Indonesië. Lubuk Pauh telt 1234 inwoners (volkstelling 2010).